# Lucio Emilio Paulo (cónsul 219 a. C.)
Lucio Emilio Paulo  (f. 216 a. C.) fue un magistrado de la República romana, hijo del cónsul Marco Emilio Paulo.

## Biografía
Elegido cónsul por primera vez, en 219 a. C. junto a Marco Livio Salinator. Fue enviado contra los ilirios, que se habían levantado de nuevo en armas bajo el mando de Demetrio; en la Segunda Guerra Ilírica. 
Paulo lo derrotó sin ninguna dificultad: tomó el puerto de Pharos y sometió a Demetrio a tal acoso que obligó a este a huir a la corte de Filipo V de Macedonia. Por estos servicios, Paulo obtuvo un triunfo a su regreso a Roma, pero fue llevado a juicio junto con su colega M. Livio Salinator, con el argumento de que no se había repartido equitativamente el botín entre los soldados. Salinator fue condenado, y Paulo fue absuelto con dificultad.
En 216 a. C., durante la segunda guerra púnica, Emilio Paulo fue cónsul por segunda vez con Cayo Terencio Varrón. Comandó el mayor ejército romano reunido hasta la fecha junto a Varrón, con quien se turnaba diariamente el mando de las tropas. El mando correspondió a Varrón durante la batalla de Cannas, la cual se libró en contra del consejo de Paulo; y él fue uno de los muchos romanos ilustres que perecieron en la batalla, negándose a abandonar el campo de batalla, cuando un tribuno le ofreció su caballo. 
El heroísmo de su muerte es cantado por Horacio:

Animaeque magnae Prodigum Paulum superante Poeno Grato insigni referam camena

Paulo fue uno de los pontífices (Liv. XXIII. 21). Fue durante toda su vida un partidario acérrimo de la aristocracia, y fue apoyado para su segundo consulado por esta última fracción para contrarrestar la influencia de los plebeyos de Terencio Varrón. Él mantuvo todos los principios tradicionales de los patricios, de los cuales tenemos un ejemplo en los hechos relatados por Valerio Máximo. 
El Senado siempre miró con sospecha la introducción de cualquiera nuevo rito religioso en la ciudad, y, en consecuencia ordenó en el primer consulado de Paulo la destrucción de los santuarios de Isis y Serapis, que habían sido erigidos en Roma. Pero debido a que ningún trabajador se atrevía a tocar los edificios sagrados, el cónsul arrojó a un lado su toga praetexta, se apoderó de un hacha, y rompió las puertas de uno de los templos.
Fue padre de Lucio Emilio Paulo Macedónico, y su hija Emilia Tercia casó con Escipión el Africano. 
Hizo investigaciones en el campo de la medicina y de la tecnología militar, donde colaboró en el desarrollo del trabuco o trebuchet.